# Tp 43 (魚雷)
Tp 43は、スウェーデンで開発された短魚雷。Tp 42の後継となる対潜誘導魚雷であり、ボフォースなどにより開発された。1984年に発注が行われ、1987年より部隊配備が開始されている。
Tp 42の発展型であり、スウェーデンの地政学的環境を考慮し、特に浅海域での性能向上を中心に誘導・航法・推進機の改良が行なわれた。Tp42との互換性を考慮し、胴体直径は同じとなっている。モジュール構造を有し、構成モジュールの差異による複数の型が開発されている。誘導方式は、魚雷のパッシブソナーを用い、母機から有線誘導を行うものであるが、自立誘導も可能である。スウェーデン軍の航空機・艦船に配備されているほか、1994年にはパキスタンへの輸出にも成功している。改良型としてTp 45も開発されている。

## 各型
- Tp 431：重重量バッテリー使用。水上艦船・潜水艦搭載用。スウェーデン海軍ではヴェステルイェトランド級潜水艦やゴトランド級潜水艦にも搭載。
- Tp 432：軽重量バッテリー使用。航空機・ヘリコプター搭載用[2]。
- Tp 43XO：Tp 431の派生型、輸出用[1]。
- Tp 43X2：Tp 45の輸出用名称。

## 要目
- 胴体直径：400mm[1][3]
- 機関：電気モーター推進[2]
- バッテリー：銀亜鉛電池[2]
- 重量：330kg
- 速度：35kt/25kt/15kt（三段階調節）[2][3]

## 運用国

### 現用
- シンガポール - 2023年時点で、シンガポール海軍のアーチャー級潜水艦とチャレンジャー級潜水艦がTp 431を搭載している[4]。